# Sherry Miller
Sherry Miller (24 giugno 1955) è un'attrice canadese.

## Biografia
Ha iniziato la sua carriera come cantante e ballerina, mentre nel 1979 inizia quella di attrice.
Nel 2001 vince il "Gemini Award" come "Miglior performance di un'attrice non protagonista in una serie" interpretando la madre di Elisha Cuthbert in Lucky Girl.
Sherry è nota per il ruolo ricorrente di Jennifer Taylor, la madre di Justin (Randy Harrison) nella serie americana Queer as Folk dal 2000 al 2005. È inoltre apparsa nel 2004 nella serie televisiva Kingdom Hospital nel ruolo della Dottoressa Lona Massingale e nel 2006 in Boygirl - Questione di... sesso interpretando Katherine Bedworth.

## Filmografia

### Attrice

#### Cortometraggi
- For Lease (2007)

#### Film
- Utilities (1983)
- Vacanze separate (1986)
- Johnny Mnemonic (1995)
- The Stupids (1996)
- Il giardino delle vergini suicide (1999)
- Tribulation (2000)
- Tart - Sesso, droga e... college (2001)
- L'ultima porta (2005)
- Boygirl - Questione di... sesso (2006)
- Ice Blues (2008)
- I'll Follow You Down (2012)

#### Film TV
- Ti voglio bene, papà (1994)
- Bambini a noleggio (1995)
- Sabrina - Vita da strega (1996)
- Hostile advances: The Kerry Ellison Story (1996)
- The Care and Handling of Roses (1996)
- Shadow Zone: The Undead Express (1996)
- This Matter of Marriage (1998)
- Dead Husbands (1998)
- Scandalous Me: The Jacqueline Susann Story (1998)
- Strange Justice (1999)
- Harry's Case (2000)
- Laughter on the 23rd Floor (2001)
- Lucky Girl (2001)
- Murder Among Friends (2001)
- A Killing Spring (2002)
- Too Young to Be a Dad (2002)
- Crossing the Line (2002)
- 134 modi per innamorarsi (2003)
- Absolution (2006)
- L'amore è complicato (Love's Complicated), regia di Jerry Ciccoritti – film TV (2016)
- Hot Frosty - Una magia di Natale (Hot Frosty), regia di Jerry Ciccoritti (2024)

#### Serie TV
- Polka Dot Door – serie TV (1971)
- Second City TV – serie TV, 1 episodio (1977)
- King of Kensington – serie TV, 1 episodio (1979)
- Bizarre – serie TV (1980)
- E.N.G. - Presa diretta – serie TV (1989)
- Venerdì 13 – serie TV, 1 episodio (1989)
- Secret Service – serie TV, 1 episodio (1993)
- Side Effects – serie TV, 1 episodio (1994)
- Highlander – serie TV, 1 episodio (1994)
- Kung Fu: la leggenda continua – serie TV, 1 episodio (1994)
- Robocop – serie TV, 1 episodio (1994)
- Due poliziotti a Chicago – serie TV, 3 episodi (1995-1996)
- Traders – serie TV, 2 episodi (1996)
- F/X – serie TV, 4 episodi (1996-1997)
- Nikita – serie TV, 1 episodio (1997)
- The Newsroom – serie TV, 2 episodi (1997)
- Prince Street – serie TV, 3 episodi (1997-2000)
- Ultime dal cielo – serie TV, 1 episodio (1998)
- Relic Hunter – serie TV, episodio 1x03 (1999)
- Le avventure di Shirley Holmes – serie TV, 1 episodio (2000)
- Twitch City – serie TV, 1 episodio (2000)
- D.C. – serie TV, 1 episodio (2000)
- Il famoso Jett Jackson – serie TV, 2 episodi (2000-2001)
- Queer as Folk – serie TV, 32 episodi (2000-2005)
- Blue Murder – serie TV, 1 episodio (2001)
- Twice in a Lifetime – serie TV, 1 episodio (2001)
- Screech Owls – serie TV, 1 episodio (2001)
- Doc – serie TV, 2 episodi (2001)
- Tom Stone – serie TV, 12 episodi (2002-2004)
- Bliss – serie TV, 1 episodio (2003)
- Odyssey 5 – serie TV, 1 episodio (2003)
- Una nuova vita per Zoe – serie TV, 1 episodio (2003)
- L'undicesima ora – serie TV, 1 episodio (2004)
- Kingdom Hospital – serie TV, 13 episodi (2004)
- The Collector – serie TV, 1 episodio (2005)
- Missing – serie TV, 1 episodio (2006)
- Robson Arms – serie TV, 1 episodio (2007)
- The Dresden Files – miniserie TV, 2 puntate (2007-2008)
- The Best Years – serie TV, 15 episodi (2007-2009)
- The Trojan Horse – miniserie TV, 1 puntata (2008)
- jPod – serie TV, 13 episodi (2008)
- Flashpoint – serie TV, 1 episodio (2009)
- The Listener – serie TV, 1 episodio (2009)
- Warehouse 13 – serie TV, 1 episodio (2009)

## Doppiatrici italiane
Nelle versioni in italiano delle opere in cui ha recitato, Sherry Miller è stata doppiata da:
- Roberta Greganti in Bambini a noleggio, Schitt's Creek
- Maria Grazia Dominici in E.N.G. - Presa diretta
- Antonella Giannini in F/X
- Daniela Nobili in Sabrina, the Teenage Witch
- Roberta Pellini in 134 modi per innamorarsi
- Tiziana Bagatella in Queer as Folk (1a voce)
- Rossella Acerbo in Kingdom Hospital
- Serena Verdirosi in Boygirl - Questione di... sesso
- Stefania Giuliani in Bitten
- Alessandra Chiari ne L'amore è complicato
- Isabella Pasanisi in Hot Frosty - Una magia di Natale